# Humberto Vidal Unda
Humberto Vidal Unda fue un historiador, filósofo y escritor peruano conocido como el "Reconstructor del Inti Raymi" al haber impulsado, en 1944, la recuperación histórica de la fiesta cusqueña del Inti Raymi así como la instauración del 24 de junio de cada año como Día del Cusco.
Nació en la hacienda "Urubambilla" en el distrito de Combapata, provincia de Canchis, departamento del Cusco, hijo de un español dueño de esa pequeña hacienda. Estudio en el Colegio de Varones de Sicuani y en el Colegio Nacional de Ciencias de la ciudad del Cusco y en la Universidad San Antonio Abad del Cusco. Fue músico autodidacta, bailarín y actor de presentaciones públicas y un entusiasta promotor del arte folclórico cusqueño. Obtuvo el grado de Doctor en Filosofía y en 1947 fue catedrático de Metafísica en la Universidad San Antonio.
El 6 de noviembre de 1924, Vidal Unda formó parte del grupo que fundó el Centro Qosqo de Arte Nativo. En 1937 mantuvo su intención de promover el folclor cusqueño a través del programa radial La hora del charango. En 1944, Vidal Unda junto con el quechuólo Faustino Espinoza Navarro impulsaron la recuperación de la fiesta del Inti Raymi basándose en los escritos de Garcilaso de la Vega. El 8 de enero de 1944 se dispuso que la celebración del Inti Raymi y del Día del Cusco tendrían lugar el 24 de junio de cada año. El primer festejo, realizado ese mismo año, contó con la presencia en el Cusco del presidente del Perú Manuel Prado Ugarteche.
Vidal Unda ocupó, por encargo, el cargo de Alcalde del Cusco. Fue candidato a dicha alcaldía en las elecciones municipales de 1966 por la Alianza Acción Popular-Democracia Cristiana perdiendo los comicios ante el candidato de la Coalición APRA-UNO Carlos Chacón Galindo.

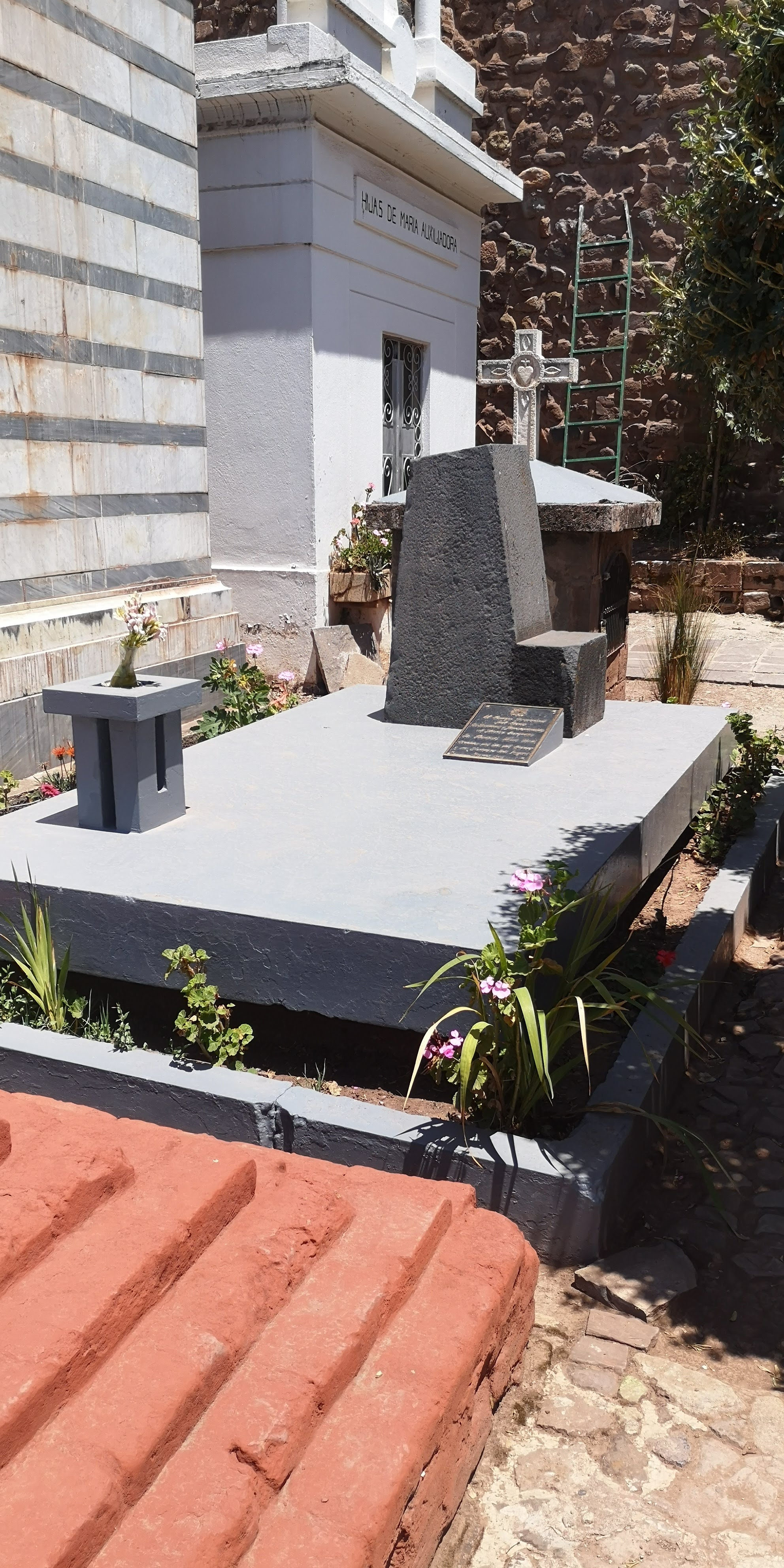
Tumba de Humberto Vidal Unda en el Cementerio General de La Almudena, Cusco.

Falleció en la ciudad de Lima el 5 de diciembre de 1979. Sus restos fueron trasladados al Cusco y se encuentran enterrados en el Cementerio General de La Almudena.

#### Libros y publicaciones
- Mendoza, Zoila (2006). Crear y sentir lo nuestro: folclor, identidad regional y nacional en el Cuzco, siglo XX (Primera edición). Lima: Fondo Editorial de la PUCP. ISBN 9972-42-770-6.
- Oroz Villena, Diómedes (1989). Breve reseña histórica del "Centro Qosqo de Arte Nativo". Cusco.

- Datos: Q78812660